# George Connelly
George Connelly (født 1. marts 1949 i Fife, Skotland) er en tidligere skotsk fodboldspiller, der spillede som midtbanespiller. Han var på klubplan primært tilknyttet Celtic F.C., med et kortere ophold i Falkirk. Han spillede desuden to kampe for det skotske landshold. Med Celtic var han med til at vinde hele seks skotske mesterskaber.

## Titler
Skotsk Premier League
- 1969, 1970, 1971, 1972, 1973 og 1974 med Celtic F.C.

Skotsk FA Cup
- 1969, 1971, 1972, 1974 og 1975 med Celtic F.C.

Skotsk Liga Cup
- 1969, 1970 og 1975 med Celtic F.C.